# 愛と青春の鼓動
『愛と青春の鼓動』（あいとせいしゅんのこどう、原題：Vital Signs）は、1990年のアメリカ映画。

## 概要
5人の医学生の恋愛模様を描いた青春映画。監督はマリサ・シルヴァー、出演はエイドリアン・パスダー、ダイアン・レイン他。
日本の地方では『フォード・フェアレーンの冒険』と同時上映されたが、同作の客入りが芳しくなかったために一緒に打ち切られてしまった作品。

## キャスト
| 役名                     | 俳優                             | 日本語吹替 |
| ------------------------ | -------------------------------- | ---------- |
| マイケル・チャザム       | エイドリアン・パスダー           | 大塚明夫   |
| ジーナ・ワイラー         | ダイアン・レイン                 | 高島雅羅   |
| ケニー・ローズ           | ジャック・グワルトニー           | 牛山茂     |
| ローレン・ローズ         | ローラ・サン・ジャコモ           | 幸田奈穂子 |
| スザンヌ・マロニー       | ジェーン・アダムス               | 深見梨加   |
| ボビー・ヘイズ           | ティム・ランサム                 | 小室正幸   |
| レディング               | ジミー・スミッツ                 | 金尾哲夫   |
| ヘンリエッタ・ウォーカー | ノーマ・アレアンドロ             | 磯辺万沙子 |
| ドクター・チャザム       | ウィリアム・ディヴェイン         | 吉水慶     |
| ドナルド・バレンタイン   | ブラッドリー・ウィットフォード   | 津田英三   |
| ジュリー                 | カレン・フィネマン               | 種田文子   |
| ギャント                 | ウォーレス・ランガム             | 小形満     |
| ボビー                   | リサ・ジェーン・パースキー       | 岡のりこ   |
| 薬剤師                   | ポール・カールトン・ブライアント | 星野充昭   |
| ケナン医師               | テルマ・ホプキンス               | 達依久子   |
| レジデント               | ロブ・ニューカーク               | 田原アルノ |
| ビビアン                 | イーニッド・ケント               | 火野カチコ |
| 学長                     | ジェームズ・カレン               | 島香裕     |